# Marek Górski (wokalista)
Marek Górski (ur. 15 marca 1959, zm. 25 kwietnia 2016 w Budzyniu) – polski piosenkarz i kompozytor związany z nurtem muzyki disco polo, lider zespołu kabaretowego Antoś Szprycha.

## Życiorys
Od początku lat dziewięćdziesiątych XX wieku był obecny na scenie disco polo, tworząc razem z Justyną Adamczak zespoły Grupa Karo oraz Melody. Był współinicjatorem powstania w 1997 w Poznaniu duetu muzycznego Justyna i Piotr, a także liderem i współzałożycielem powstałego w połowie lat 90. XX wieku zespołu kabaretowego z nurtu muzyki disco polo Antoś Szprycha, samemu przyjmując rolę tytułowego Antosia. Zespół tworzył wspólnie z Justyną Adamczak (Ziuta Szprychowa) oraz Mieczysławem Górą (Szwagier Mietas). Zespół związany był z wytwórnią FFH STD i miał w dorobku kilkanaście wydawnictw fonograficznych, w tym platynową płytę. Grupa uchodziła za prekursorów satyrycznej odmiany disco polo obok: Genowefy Pigwy, Bohdana Smolenia, kabaretu „Pirania” oraz Stana Tutaja. Zespół w dorobku miał również liczne przeboje, w tym między innymi „Wspomnienie po kaszanie”, „Obiecanki Cacanki” czy „Nasza Straż Pożarna”, które trafiły na pierwsze miejsca branżowych list przebojów w tym telewizyjnego programu Disco Relax. Marek Górski koncertował z zespołem zarówno w kraju, jak i za granicą. Poza śpiewem był także kompozytorem i aranżerem utworów Antosia Szprychy, a także wieloletnim kompozytorem i aranżerem utworów dla duetu muzycznego Justyna i Piotr tworzonego przez Justynę Adamczak i Piotra Albina (zastąpionego w 2003 przez Piotra Nowaka).
Jego ostatnim zrealizowanym projektem był teledysk do utworu „Boski Lewandowski” nagrany przed Mistrzostwami Europy w Piłce Nożnej 2016. Marek Górski zmarł 25 kwietnia 2016 na atak serca, w swoim studiu nagraniowym w Budzyniu. 29 kwietnia tego samego roku został pochowany na cmentarzu parafialnym w Chodzieży.

## Wybrana dyskografia
- Kasety magnetofonowe:
  - MC214 - Antoś Szprycha Antoś i dziewczynki (1997)
  - MC224 - Antoś Szprycha Wspomnienie po kaszanie (1997)
  - MC247 - Antoś Szprycha Obiecanki, cacanki (1998)
  - MC288 - Antoś Szprycha Z kosą do Europy (1999)
  - MC302 - Antoś Szprycha The best of Antoś Szprycha (1999)
  - MC331 - Antoś i Ziuta Szprychowie Piosenki o najpiękniejszych bajkach świata (2000)
  - MC345 - Antoś Szprycha Kolorowe pocztówki (2000)
  - MC376 - Antoś Szprycha Adasiowi - wydanie specjalne (2001)
  - MC389 - Antoś Szprycha Wyborcza kiełbasa (2001)
- Płyty kompaktowe:
  - CD069 - Antoś Szprycha Wspomnienie po kaszanie (1997)
  - CD077 - Antoś Szprycha Obiecanki cacanki (1998)
  - CD096 - Antoś Szprycha Z kosą do Europy (1998)